# ユーロプラス
株式会社ユーロプラスインターナショナルは、2000年より、スペインサッカー留学、フットサル留学を行っている。現在は、世界6カ国に拠点を持ち、サッカー留学エージェントとして活動している。 

## 概要
2007年に「ユーロプラス株式会社」を設立し、欧州のサッカー留学をより強固なものにするため、イングランドのフットボール機関“ISA(International Sport Academy)”、2009年にはドイツのサッカーエージェント“S.I.T. GdbR (Sportler International Transfers)”と提携し、サッカー留学会社の最高峰として、留学国およびプログラムを拡充させ、その事業を確立していった。
日本代表選手のスペインへの橋渡しや、団体遠征コーディネート、サッカースクールへの指導者紹介や、現地で日本の高卒資格取得ができる日本初の留学プログラム確立など、今までのサッカー留学の形を、さらに多様なものへ成長とさせた。
そして2010年、更なる拡大に向けドイツに直営事務所を設置し、さらに多くの留学先をサッカープレイヤーに提供するため、新たに「株式会社ユーロプラスインターナショナル」へと発展。
サッカーとフットサルという万国共通のスポーツを通じ、欧州と日本の架け橋としての役割を果たすべく、柱となる欧州サッカー留学プログラムに加え、エージェント事業、コーディネート事業およびコンサルタント事業を展開している。
日本とヨーロッパを繋ぎ、新しいビジネスを生み出していきたい、という想いからユーロプラスと名づけられた。
2019年4月にSC相模原とユーロプラスの共同事業で、プロを目指す21歳以下の選手を対象とする実践型サッカー専門校「SC相模原プロフォーマンス・フットボールカレッジ」を開校した。
ユーロプラスでは、定期的にサッカー留学希望者を対象としたセレクションを実施している。セレクションで結果を残し、優秀選手として選出された選手に対して、留学費用を減免するといった取り組みも行っている。

## 主な事業所
- 本社 (日本・東京 渋谷区)
- 事業推進本部  (日本・東京 渋谷区)
- サッカー留学事務局 (日本・大阪 中央区)
- スペイン現地事務所 (スペイン・マドリード)
- ドイツ現地事務所 (ドイツ・マインツ)
- イタリア現地事務所 (イタリア・オルヴィエート)
- モンテネグロ現地事務所 (モンテネグロ・ポドゴリツァ)
- タイ現地事務所 (タイ・バンコク)